# ライコムギ
ライコムギ（学名:Triticosecale、[trɪtɪˈkeɪliː]）は、ライムギとコムギの交雑種である。人類初の人工属間交配穀物種として有名である。
グルテンが少なく、ミネラルが多い。
アミラーゼ活性が高く、独特の風味を持つというものである。

## 歴史
古代世界においてコムギとライムギはそれぞれ問題を抱えていた。
- コムギは贅沢品であると見なされがちであった。コムギは他の多くの穀物に比べて種が小さいことから1穂あたりの収穫量が少なく、そのため1エーカーあたりの収穫量が少なく、多くの作業が必要であったからである。
- ライムギはコムギよりはるかに大きく、1穂あたりの収穫量も多かった。しかし、コムギほど食味に優れていなかった。そのうえ消化が悪く、ガスを発生させるのではという悪評が立っていた。ライムギパンにはアニスの種を混ぜられていたが、これはアニスの種にはガスを減らすという評判があったからである。伝統的なアニスの種入りライムギパンの半透明で堅い食感は、ライムギが低品質な穀物であると見なされてきた理由のひとつである。

19世紀になると種や栽培品種を交配させる技術が進歩し、より多くの植物や動物を人工的に交配することが可能になった。動物においてはオスの精液を採取し他の種類のメスに入れることで、直接の交尾によらない人工交配が可能になった。穀物のように自家受粉植物（コムギなど）と他家受粉植物（ライムギなど）が分かれているものにおいてはそれぞれの性質に合わせてより体系的に交配することが可能になった。
1873年、Alexander Wilsonが初めて、コムギの雌花とライムギの花粉による人工授粉を成功させた。しかしながら、作出された雑種種子は不稔であった。

## 種
以下の3種を含む。
- × Triticosecale semisecale (Mackey) K.Hammer & Filat. – 四倍体のライコムギ (Triticum monococcum × Secale cereale, ゲノム構成はAARR)
- × Triticosecale neoblaringhemii A.Camus – 六倍体のライコムギ (ゲノム構成はAABBRR)
- × Triticosecale rimpaui Wittm. – 八倍体のライコムギ (Secale cereale × Triticum aestivum, ゲノム構成はAABBDDRR)

## 生物学と遺伝学

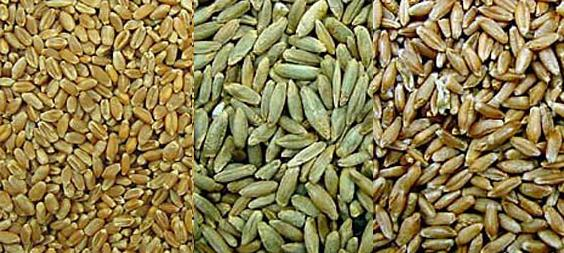
小麦 、 ライ麦 、ライコムギの粒 —ライコムギの粒は小麦の粒よりもかなり大きい。

## 従来の育種アプローチ
Template:Agricultural production box

## フィクションで
アメリカのテレビドラマ番組『宇宙大作戦』のエピソード「新種クアドトリティケール」(The Trouble with Tribbles)という回で、遺伝子操作された品種という設定のクアドロトリティケールが取り上げられている。また『スタートレック:ストレンジ・ニュー・ワールド』のエピソード「大昔のサイエンティスト」(Those Old Scientists)においてもトライトリティケールが言及されている。